# Carlo Naya

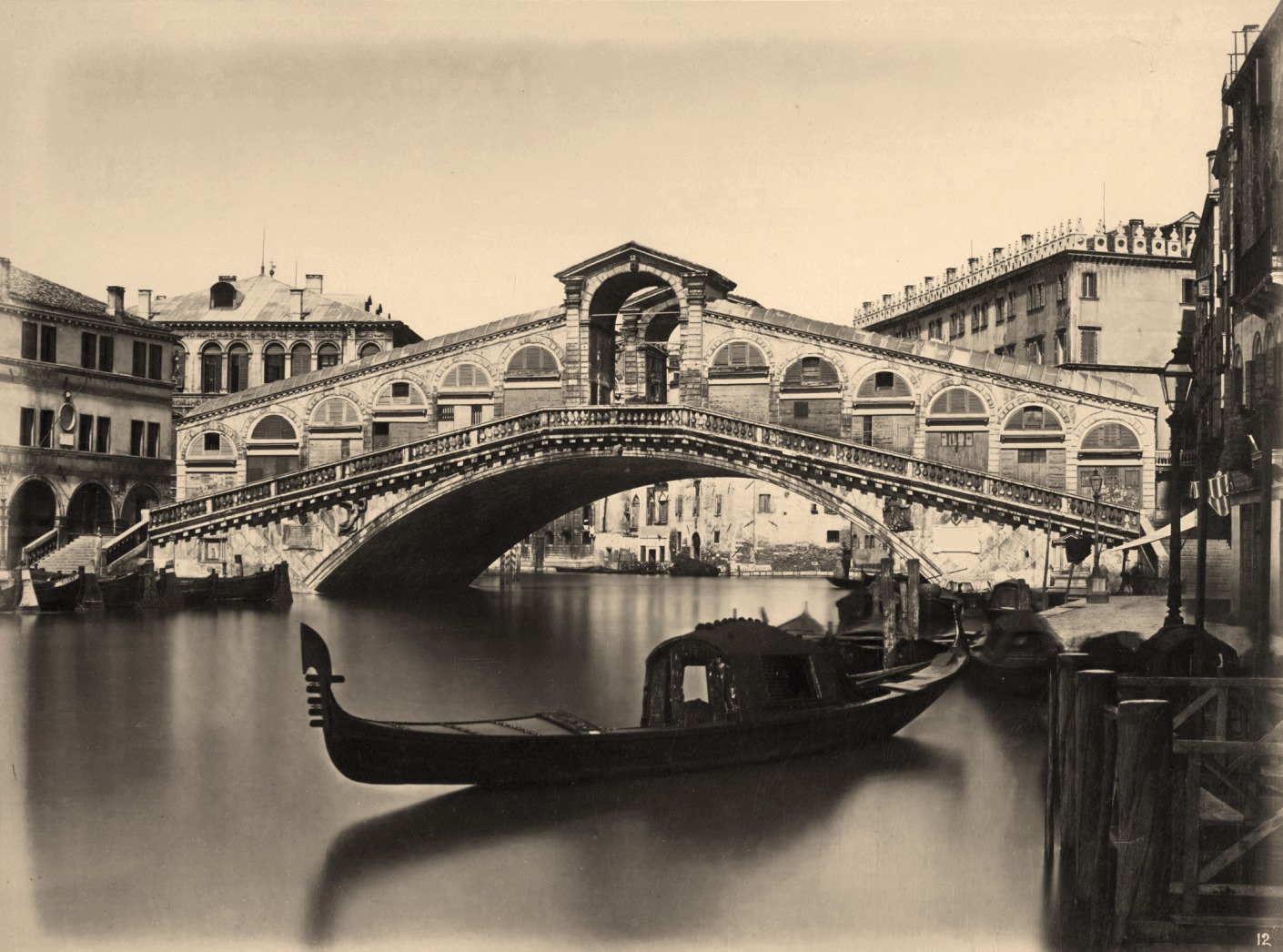
Carlo Naya: Ponte di Rialto, 1875

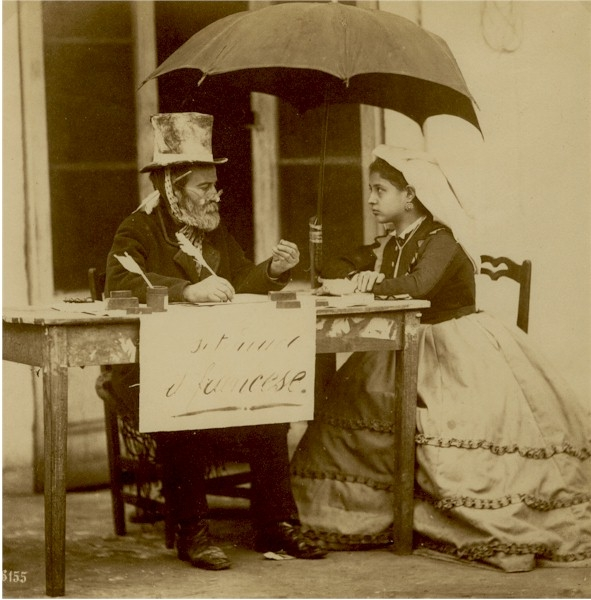
Pouliční písař nebo Překládej do francouzštiny, někdy je za autora považován Giorgio Sommer, jindy anonym

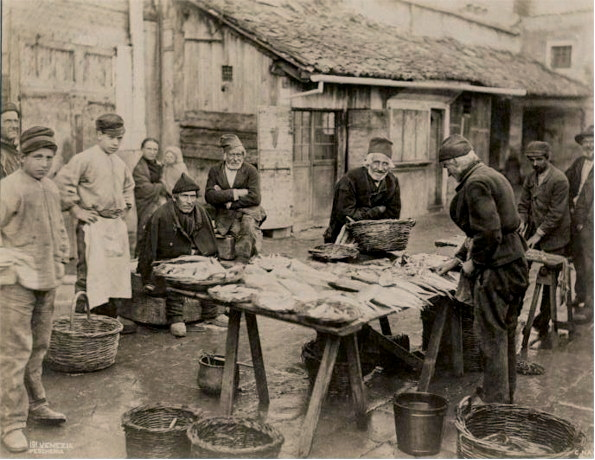
Pescatori, rybí trh, před 1882

Carlo Naya (Tronzano Vercellese u Turína 2. srpna 1816 – 30. května 1882 Benátky) byl italský fotograf známý svými výtvarnými obrazy Benátek, pohledů na město a na každodenní život v něm. Byl jedním z nejvýznamnějších cestovatelských fotografů a fotografů architektury 19. století. Nesl titul oficiální dvorní fotograf italského krále Viktora Emanuela II. Jeho práce mají velkou hodnotu pro zkoumání dějin architektury Benátek. Dokumentoval mimo jiné také restaurování Giottových fresek v kapli Scrovegniů v Padově. V jeho díle najdeme také pouliční fotografie.

## Život a dílo
Narodil se v Tronzano di Vercelli v roce 1816 a vystudoval práva na University of Pisa. Dědictví mu umožnilo cestovat spolu se svým bratrem Giovannim do velkých měst v Evropě, Asii a severní Africe. V roce 1845 se na krátkou dobu usadil v Praze. Odtud odešel 1846 do Istanbulu, kde experimentoval s daguerrotypií. Nabízel své služby portrétního fotografa v Istanbulu v roce 1845 Na svých dalších cestách po zemích jako Egypt, kde roku 1876 navštívil Káhiru, našel inspiraci pro své fotografie v obrazových kompozicích renesančních malířů.
Když v roce 1857 jeho bratr zemřel, odešel do Benátek, kde otevřel portrétní studio. Svá díla prodával prostřednictvím optika a fotografa Carla Pontiho. Ponti i Naya byli považováni za vynikající fotografy města. Nayovy fotografie nejsou jen mistrovská díla fotografování architektury, ale uměl také portrétovat. Snímky poskytují pohled na společnost chudých Benátek. Fotografoval nosiče vody, prodavače cigaretových nedopalků, ale také zástupce vysoké společnosti.
V roce 1866 vydal svazek fotografií, které zobrazovaly Benátky a každodenní život ve městě.
Zemřel v Benátkách v roce 1882.

## Odkaz
Po smrti Carla Nayi v roce 1882 fotografické studio převzala jeho manželka, později jej využíval její druhý manžel. V roce 1918 bylo zavřeno a většinu Nayova archivu koupil sběratel umění a vydavatel Osvaldo Böhm. Sbírka nesla označení Turio-Böhm. Archiv obsahoval více než 5000 negativů, z nichž 1800 bylo s motivem Benátek. Firma O. Böhm Fotografo-Editore existovala přibližně do roku 1980.
Jedním z jeho žáků byl Tomaso Filippi.

## Galerie

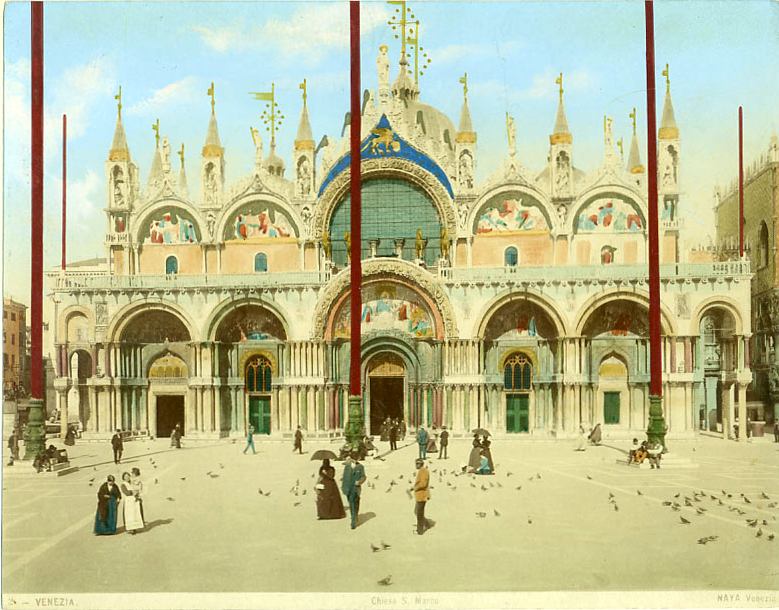
náměstí Svatého Marka, ručně kolorovaná fotografie
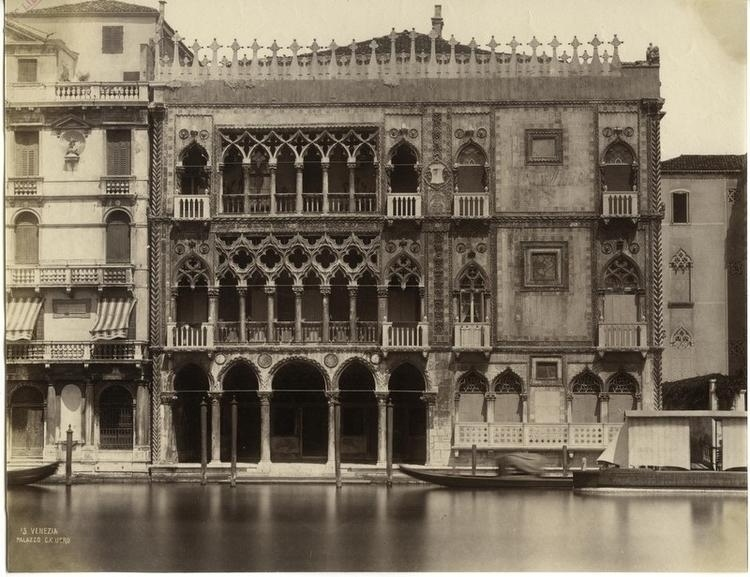
Ca'd'Oro
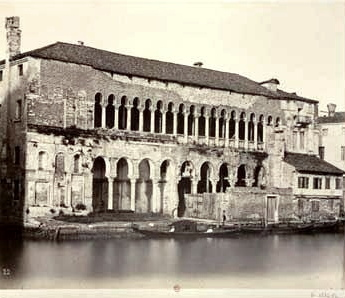
Fontego dei Turchi před restaurováním, před 1870
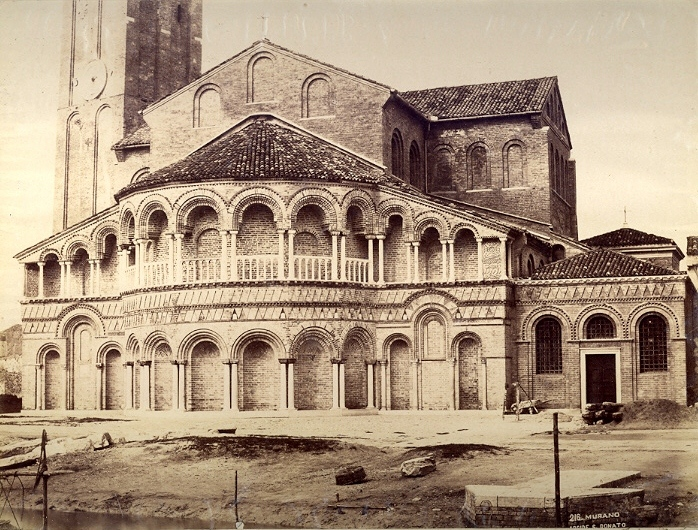
Basilika di Santa Maria e Donato, Murano, apsida
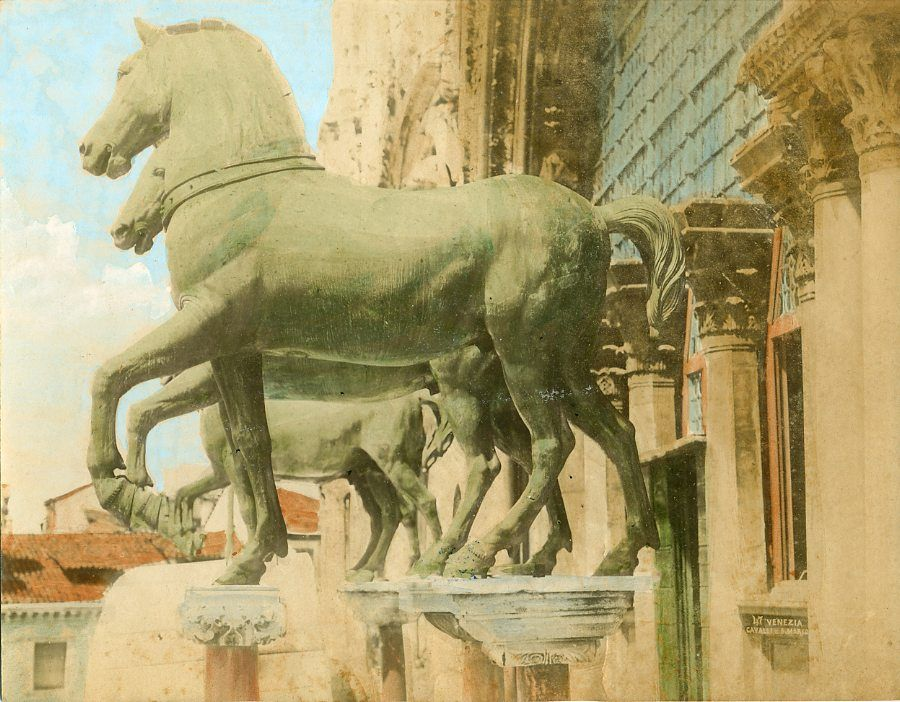
Bronzová quadriga, Bazilika svatého Marka, ručně kolorovaná fotografie, před 1882
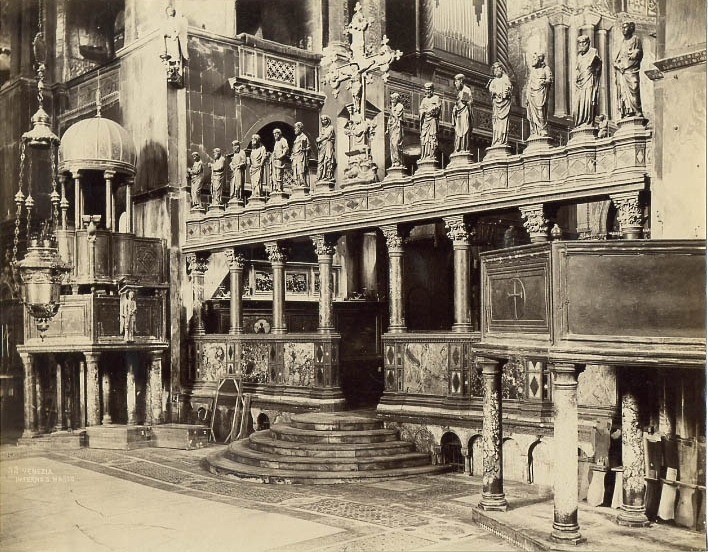
Interiéry Baziliky svatého Marka
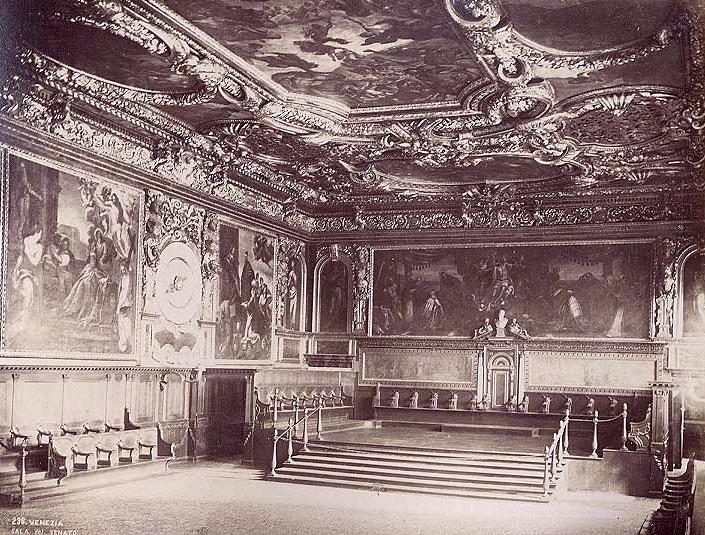
Senátorský sál v Dóžecím paláci
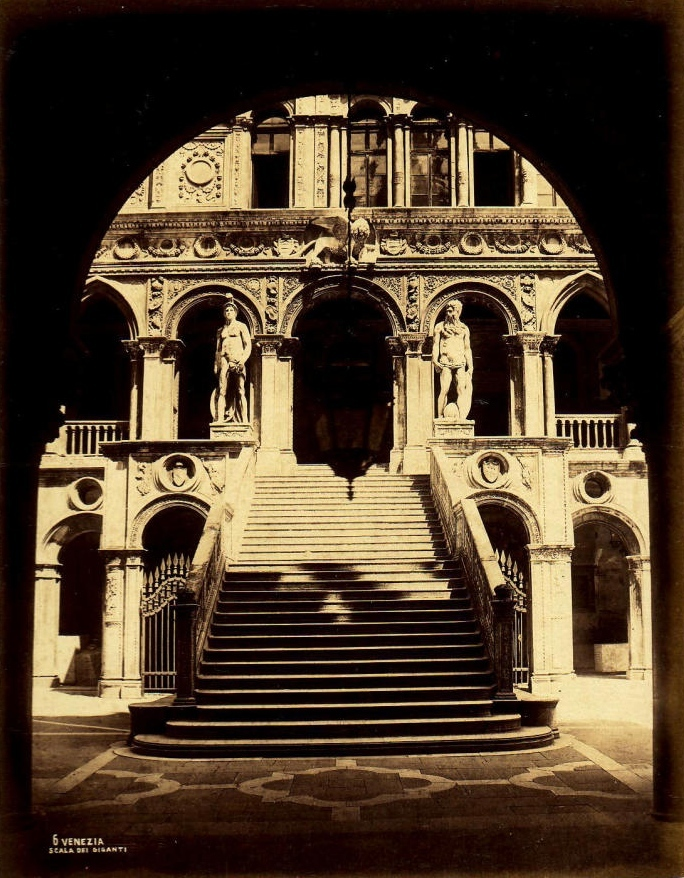
Scala dei Giganti na nádvoří Dóžecího paláce
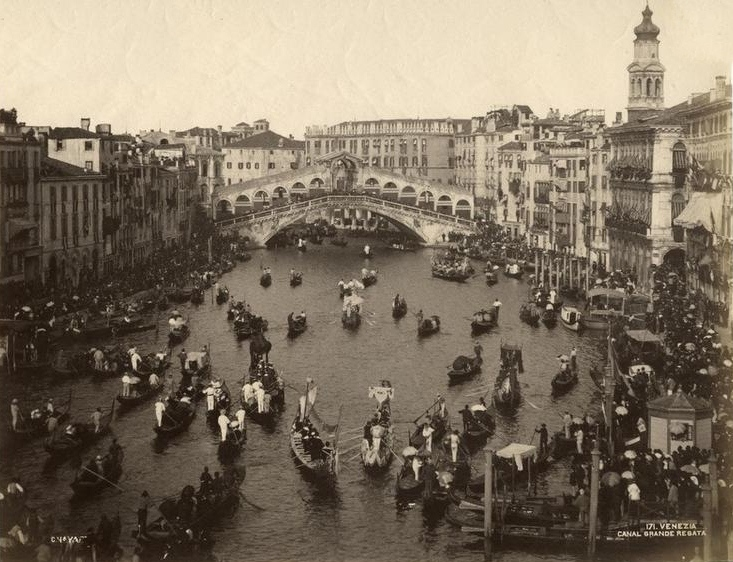
Regatta na Canal Grande, Ponte di Rialto
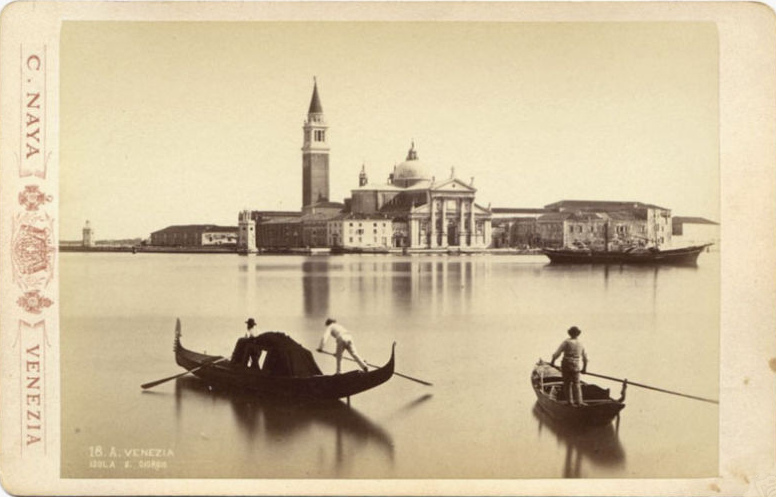
Isola S. Giorgio
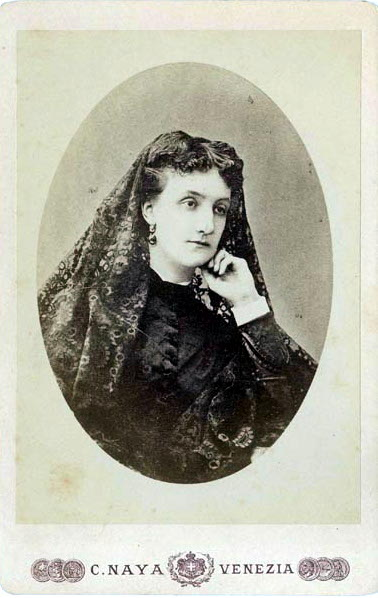
Portrét ženy
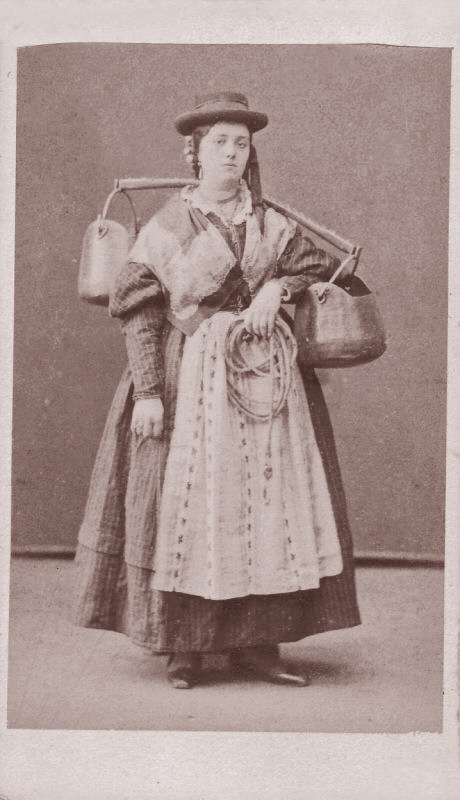
Nosička vody